# Jean Zuccarelli (homme politique, 1907-1996)
Pour les articles homonymes, voir Zuccarelli.
Jean Zuccarelli est un homme politique français (Radical puis MRG) né le 7 mars 1907 à Bastia et mort le 16 décembre 1996 à dans la même ville

## Biographie
Gendre d'Émile Sari, il est le père de l'ancien ministre, ancien maire de Bastia et ancien député Émile Zuccarelli, et grand-père de Jean Zuccarelli, ancien conseiller exécutif de l’Assemblée de Corse et ancien président de l’ADEC.
Il est conseiller général de Corse puis de Haute-Corse de 1932 à sa disparition en 1996 et président du district de Bastia de 1968 à 1995.